# Liste der Stolpersteine in Bohmte
Die Liste der Stolpersteine in Bohmte enthält alle Stolpersteine, die im Rahmen des gleichnamigen Kunst-Projekts von Gunter Demnig in Bohmte verlegt wurden. Mit ihnen soll der Opfer des Nationalsozialismus gedacht werden, die in Bohmte lebten und wirkten. Bei zwei Verlegungen im November 2008 und September 2021 wurden drei Stolpersteine verlegt. (Stand: September 2021)

## Liste der Stolpersteine
| Bild                            | Person, Inschrift | Adresse   | Verlegedatum  | Anmerkung |
| ------------------------------- | --- | --------- | ------------- | --- |
| Stolperstein für Siegmund Stern | Hier wohnte Siegmund Stern Jg. 1884 deportiert 1941 Riga ermordet                                                            | Hauweg 31 | 3. Dez. 2012  | Siegmund Stern wurde am 10. April 1884 in Ostercappeln geboren. 1927 war er mit seiner Frau Karoline und den Kindern von Ostercappeln nach Bohmte gezogen. 1938 war er im KZ Buchenwald inhaftiert. Am 13. Dezember 1941 wurde er ab Münster in das Ghetto Riga deportiert. |
| Stolperstein für Karoline Stern | Hier wohnte Karoline Stern geb. Heumann Jg. 1882 deportiert 1941 Riga ermordet                                               | Hauweg 31 | 3. Dez. 2012  | Karoline Stern wurde am 23. April 1887 als Karoline Heumann in Wassenberg geboren. Sie war mit Siegmund Stern verheiratet und hatte zwei Töchter, Else und Grete. Am 13. Dezember 1941 wurde sie ab Münster in das Ghetto Riga deportiert. Die Töchter konnten über die Niederlande nach England fliehen. Sie lebten dann in Australien. |
| Stolperstein für Rosa Heumann   | Hier wohnte Rosa Heumann geb. Stern Jg. 1880 Flucht Holland interniert Westerbork deportiert 1943 Sobibor ermordet 23.7.1943 | Hauweg 31 | 29. Sep. 2021 | Rosa Heumann wurde am 8. Juli 1880 als Rosa Stern in Ostercappeln geboren. Sie wohnte in Bohmte, Osnabrück und Essen. 1938 flüchtete sie von Ostercappeln in die Niederlande, wo sie in Almelo unterkam. Dort in der Hofkampstraat 28 wurde für sie ebenfalls ein Stolperstein verlegt. Im Mai 1943 wurde sie verhaftet und war im Kamp Vught. Von dort wurde sie in das Durchgangslager Westerbork verlegt und am 20. Juli 1943 in das Vernichtungslager Sobibor deportiert, wo sie am 23. Juli 1943 ermordet wurde. |

## Verlegungen
- 10. November 2008: zwei Stolpersteine an einer Adresse[6]
- 29. September 2021: ein Stolperstein an einer Adresse[7]